# Pyura praeputialis
Pyura praeputialis är en sjöpungsart som först beskrevs av Heller 1878.  Pyura praeputialis ingår i släktet Pyura och familjen lädermantlade sjöpungar. Inga underarter finns listade i Catalogue of Life.